# Кострича

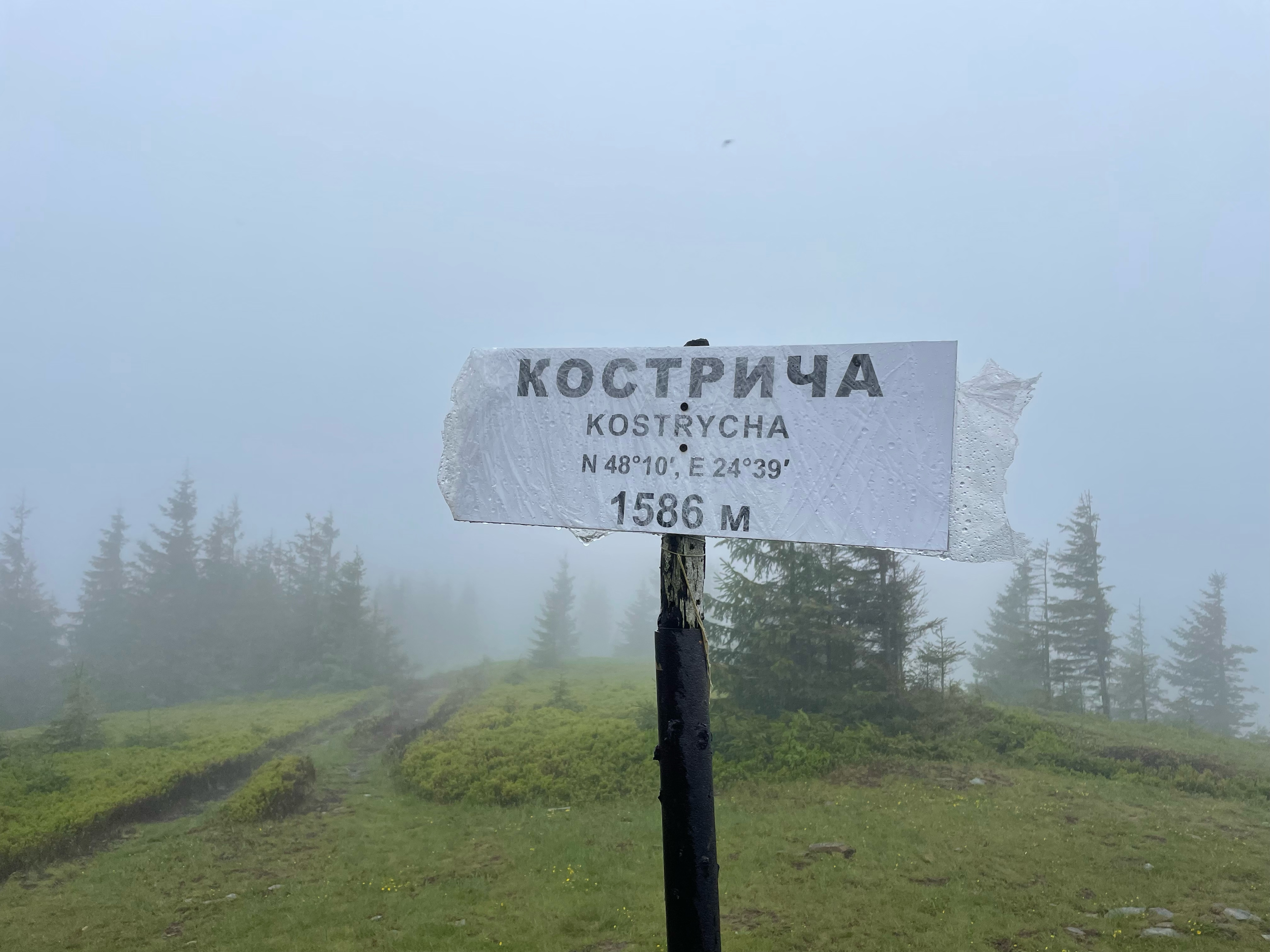
Фото на вершині г. Кострича в Українських Карпатах (червень 2021 року)

Кострича (англ. Kostrycha) - гора в Українських Карпатах, яка знаходиться на хребті Костричі (який також називають хребет Кострич або Кострича). Висота гори Кострича складає 1586 метрів над рівнем моря.  

## Походження назви
За словником української мови в 11 томах слово “костер” означає “стіс дров або купа очерету, складена з тридцяти кіп”. З таким же значенням це слово зустрічається й в Етимологічному словнику української мови. Тому можна вважати, що назва Кострича походить саме від нього. На хребті є декілька широких полонин, на яких в давнину ймовірно стояли стоси сіна. 
За іншою версією, назва гори та хребта походить від слова “костриця”. Костриця — це трав’яниста червонокнижна рослина, що росте на схилах карпатських гір.

## Географія
Кострича — це найвища гора хребта Костричі, до якого входять також гори Кострич (1544 м) та Костриця (1512 м). Сам хребет Кострича розташований між Чорногірським хребтом із південно-західної сторони та Покутсько-Буковинським зі східної.

## Туристичні стежки
- — по червоному маркеру: Кривопільський перевал (1013 м) – полонина Буков`єн – полонина Веснарка – Рогальова полонина – г. Кострича (1585 м) – полонина Буков`єн - Кривопільський перевал (1013 м).
- — по жовтому маркеру: Кривопільський перевал (1013 м) – полонина Буков`єн  –  Рогальова полонина – г. Кострича (1585 м) - полонина Буков`єн - Кривопільський перевал (1013 м).